# Tamara Alves
Tamara Alves (Portimão, 1983) es una artista visual, muralista, ilustradora y tatuadora portuguesa, y una de las pocas artistas urbanas de Portugal.

## Trayectoria
Alves es hija de dos pintores por lo que comenzó a pintar cuando aún era una niña. Se graduó en 2006 en Artes Plásticas en la Escuela Superior de Arte y Diseño (ESAD) en Caldas da Rainha y en 2008 realizó un Máster en Prácticas Artísticas Contemporáneas en la Facultad de Bellas Artes de la Universidad de Oporto (FBAUP), donde presentó una de las primeras disertaciones sobre activismo plástico en un contexto urbano, titulada "Activismo público en el contexto urbano".
Desde el año 2000, Alves ha participado en varios proyectos, exposiciones individuales y colectivas e intervenciones de arte urbano, en todo Portugal, a menudo inspirándose en la poesía de la 'generación beat y en las películas de David Cronenberg. También ha realizado intervenciones urbanas en ciudades como Nueva York o París. Su exposición "Cuando el resto del mundo se ha dormido" estuvo presente en la Galería Underdogs, entre el 24 de enero y el 7 de marzo de 2020, en Lisboa, Portugal. Para crearla se inspiró en la tranquilidad nocturna de su estudio, huyendo de la velocidad y el bullicio de las calles.
En junio de 2017, participó en Loures Arte Pública, un proyecto de arte urbano del Ayuntamiento de Loures pintando un autobús de la red pública de Lisboa en el que otros 4 vehículos fueron pintados por los artistas Andreia Maeve, Glam, Ozearv y Raf.
Parte de su obra ha sido incluida, junto a la de otros 15 artistas portugueses como Add Fuel, AkaCorleone, Halfstudio o Kruella D'Enfer, en el libro Street Art — Guia de Grandes Artistas Portugueses. La selección fue realizada por la arquitecta y artista urbana Lara Seixo Rodrigues, responsable de la Plataforma de Intervención Artística Mistaker Maker.

## Obra
Alves está interesada en el arte urbano y prefiere ignorar espacios convencionales como galerías o museos. Por tanto, elige presentar su trabajo en la calle o en espacios públicos, utilizando soportes con diferentes características, como instalaciones en la calle, dibujo, pintura, cerámica o tatuaje para representar el panorama erótico de un cuerpo contemporáneo con estos efectos de expansión de los límites que lo constituyen. Alves también se inspira en la vida urbana y de la ciudad, inspiración que le proviene de su época residiendo en Birmingham, Inglaterra.  